# Вотаникос
Вотаникос (греч. Βοτανικός) — район Афин, расположенный через улицу к западу от улицы Иера-Одос, Священного пути, который в давние времена вёл в Элефсис. Граничит с районами Академия Платона, Профитис-Даниил, Асирматос и Като-Петралона.
Своё название район получил по ботаническому саду, основанному сельскохозяйственной школой (позже Афинский аграрный университет).
Ранее район имел исключительно индустриальное значение, и сейчас здесь продолжают действовать крупные предприятия. Несмотря на то, что Вотаникос считается одним из наименее благополучных районов города, в последние годы здесь открыты десятки ночных развлекательных клубов.

## Афинская мечеть
На территории расположенной в районе заброшенной военно-морской базы уже на протяжении многих лет намечается строительство первой в Афинах мечети. Против этого до настоящего времени продолжают активно выступать жители города.
Планируется возвести здание без минаретов, которое будет вмещать 350 человек, а строительство обойдется в 846 тысяч евро.
В связи с участившейся в последнее время нелегальной миграцией из мусульманских стран, вопрос о строительстве мечети с каждым годом встаёт всё более остро.
Мэр Афин  Йоргос Каминис, как и ряд политических партий Греции левого толка (в том числе СИРИЗА), выступают за строительство мечети, в то время как националистическая партия Золотая заря является активным противником этого решения.
На сегодняшний день Афины остаются единственной европейской столицей без официальной мечети.